# Interés homeostático

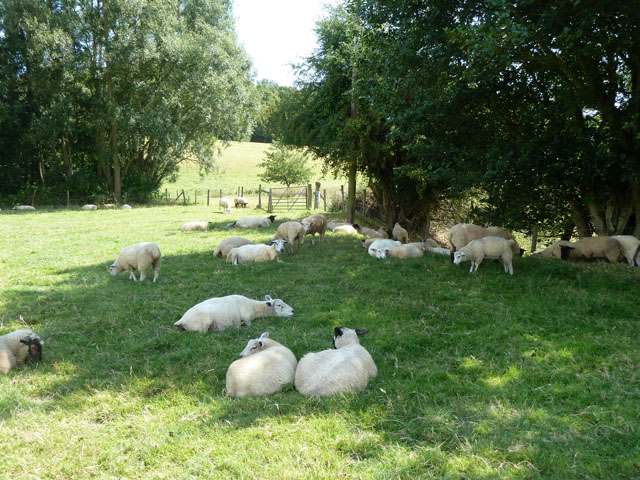
Las ovejas responden al hambre, la fatiga y la hipertermia pastando y descansando a la sombra de un árbol.

Un Interés homeostático o emoción homeostática es un impulso (p. ej., sed, hambre, fatiga) provocado por cierto estado del cuerpo interno que demanda atención y motivación conduciendo a las conductas (beber, comer y descansar) con el fin de mantener el cuerpo interno en su estado ideal.
Derek Denton define los intereses homeostáticos como "el elemento subjetivo de los instintos, los cuales son el comportamiento genéticamente programado por patrones qué conllevan a la homeostasis. Incluyen sed, necesidad de aire, hambre para alimentarse, dolor para alejarse de un posible peligro, apetito de minerales concretos etc. Hay dos componentes de un interés homeostático-la sensación especifica, la cual cuando es grave puede ser dominante, y la intención irresistible de satisfacerlo por medio del consumo."
Bud Craig sostiene que los seres humanos y los primates antropoides forman una imagen de todas las sensaciones únicas homeostáticas del cuerpo en la "corteza interoceptiva primaria" del cerebro (ubicada en la ínsula posterior dorsal). Esta imagen es reflejada ("re-representada") en la ínsula media y anterior, y la imagen de la ínsula anterior (modulada por la entrada de los circuitos cognitivos, afectivos y relacionadas con la recompensa) encarna la conciencia del estado homeostático del conjunto del cuerpo. Junto, una sensación re-representado en la insula anterior y la motivación relacionada alojada en el corteza singulada anterior, forma un interés homeostático.